# 질 로르트
질 제이미 로르트(네덜란드어: Jill Jamie Roord, 1997년 4월 22일 ~ )는 네덜란드의 여자 축구 선수이다. 포지션은 미드필더이며, 현재 잉글랜드 FA 여자 슈퍼리그의 맨체스터 시티 소속이다.

## 클럽 경력
2008년에 FC 트벤터 U-13 팀에 입단하면서 선수 생활을 시작했으며 2013년에 FC 트벤터 1군 팀에 입단하면서 에레디비시 프라우언 무대에 데뷔했다. 2017년에는 독일 프라우엔-분데스리가 소속 여자 축구 클럽인 FC 바이에른 뮌헨과 2년 계약을 체결했고 2019년 5월 14일에는 잉글랜드 FA 여자 슈퍼리그 소속 여자 축구 클럽인 아스널로 이적했다.

## 국가대표 경력
2015년 2월 7일에 열린 태국과의 경기에 처음 출전하면서 네덜란드 여자 축구 국가대표팀 선수로 데뷔했다. 2015년 FIFA 여자 월드컵, UEFA 여자 유로 2017, 2019년 FIFA 여자 월드컵에 참가했다.

## 수상

### 클럽
FC 트벤터
- 에레디비시 프라우언 4회 우승 (2012-13, 2013-14, 2014-15, 2015-16)
- KNVB 여자컵 1회 우승 (2014-15)

### 국가대표
- UEFA 여자 유로 2017 우승
- 2019년 FIFA 여자 월드컵 준우승